# メルセデスAMG
メルセデスAMG（メルセデス・アーエムゲー、独: Mercedes-AMG GmbH）は、ドイツの自動車メーカーであるメルセデス・ベンツ・グループの子会社で、同社が展開するスポーツ・レース系のブランドである。「究極のハイパフォーマンスを追求するモデル」と位置付けられている。
元は独立チューナーのAMGだったが、1999年にダイムラー・クライスラー（当時）に吸収され、さらに2014年からは「メルセデスAMG」としてダイムラーのスポーツカーブランドとして展開されている。
なお、本稿では、独立チューナー時代の「AMG」が関わった日本市場における三菱自動車への技術供与も記載する。

## 概要

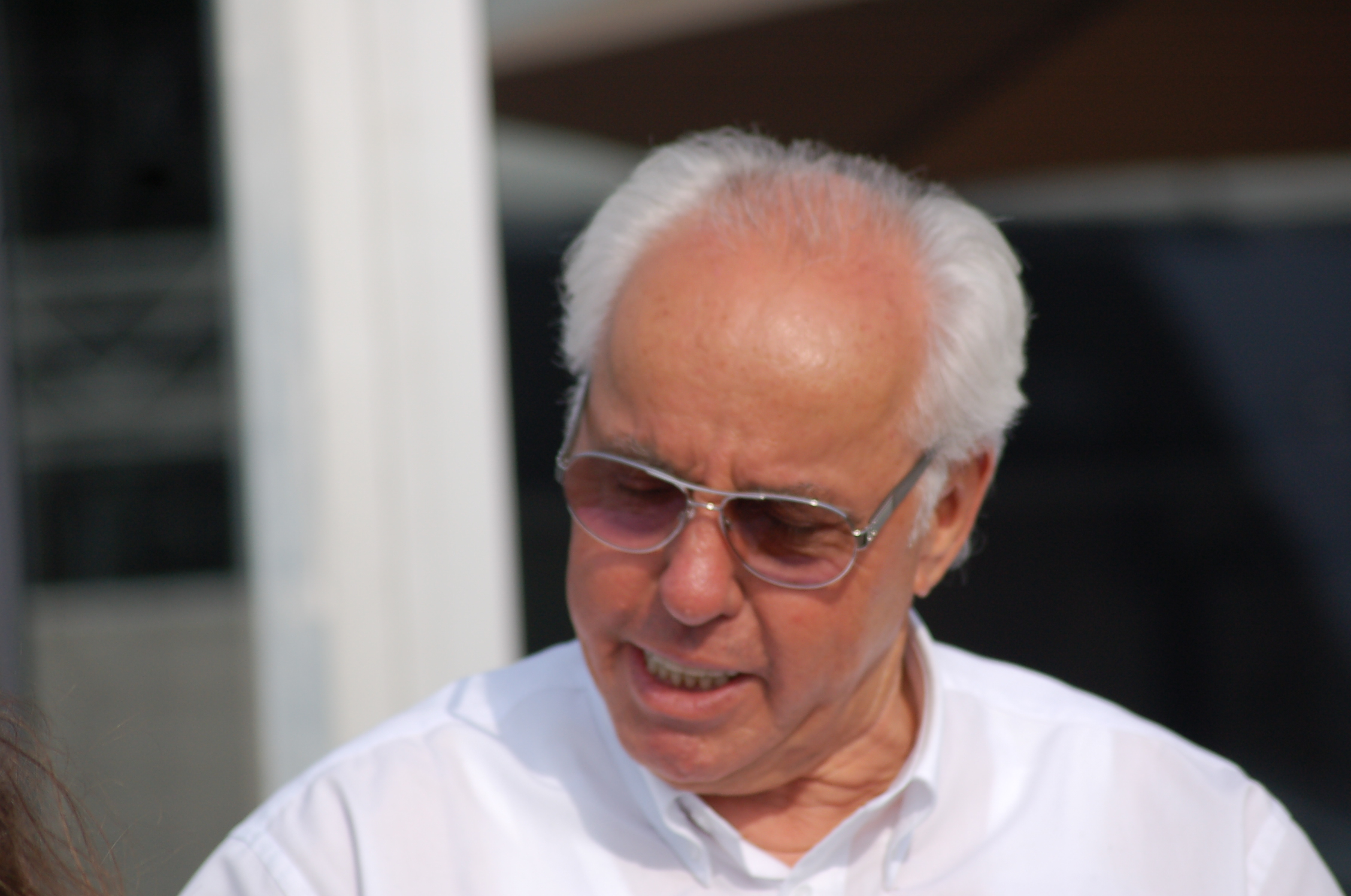
創立者のハンス・ヴェルナー・アウフレヒト

1967年、レース用自動車エンジンの設計会社として創業。創立者のハンス・ヴェルナー・アウフレヒト(Hans Werner Aufrecht)、エンジニアのエアハルト・メルヒャー(Erhard Melcher)、アウフレヒトの故郷であるグロース・アスパッハ(Großaspach) の頭文字を取ってAMGとした。

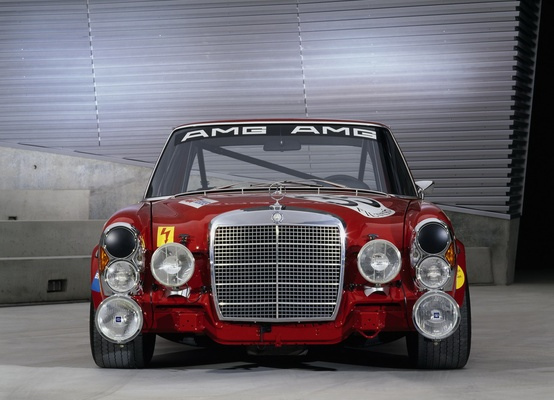
Mercedes-Benz 300 SEL 6.8 AMG (6800cc 428馬力)　1971年

その後、1971年のスパ・フランコルシャン24時間レースでの300SEL6.8のクラス優勝によって、AMGの名が世に轟くこととなる。また、ドイツツーリングカー選手権（DTM）では、1986年の参戦以来160のレースで勝利し、10のドライバーズタイトル、15のコンスタラクターズタイトルを獲得、DTM史上もっとも成功したチームとなっている。
F1には2012年に、MERCEDES AMG PETRONAS チームと、エンジン担当のMERCEDES AMG High Performance Powertrains が代表となって参加している。さらには、1996年以降、メディカルカーとセーフティカーを提供している。
ブラバスやロリンザーなどと同様に、アフターマーケットにおいて主にメルセデス・ベンツの乗用車のチューニングを手掛けるようになった。1980年代半ばからは公式にメルセデス・ベンツへの部品供給が始まり、1990年には協力協定を締結。1993年には初の共同開発車C36を発売、1999年にはダイムラー・クライスラーが株式の過半数を取得。2005年1月1日には完全子会社化した。現在はBMWのMモデルやアウディのRSモデルなど同様、高性能エンジンを搭載したモデルを担当している他、スポーティな付加価値の付いた部品に冠されるブランドとなっている。
AMGモデルの開発は、メルセデス側が新車開発する初期の段階でAMG側に車両情報を送るところからスタートする。そのためメルセデスの新車公開とほぼ同時にAMGモデルを公開することができる。最近ではAMGモデル以外にも通常モデルのオプションとして、AMGのアルミホイールやエアロパーツが販売されている。また、メルセデス・ベンツにも「AMGスポーツパッケージ」、「AMGライン」と呼ばれるオプションがあり、AMGモデルを購入しなくとも、それに準じたエクステリアに仕上げることができるようになっている。
1980年代後半には三菱自動車工業のギャランやデボネアのチューニング（ギャランAMG、デボネアAMG）を担当したことがある。

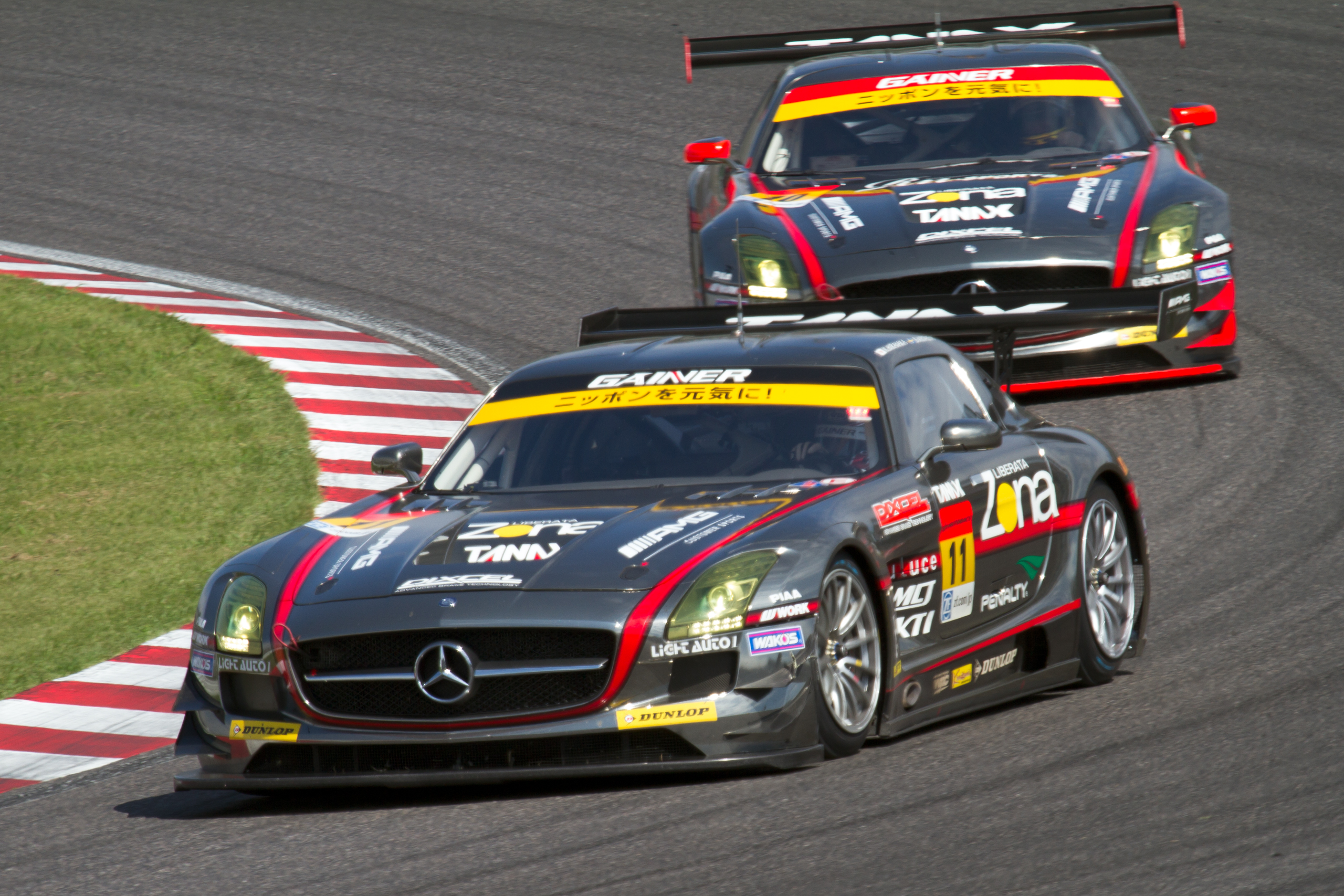
SLS AMG GT3s (2014 Super GT)

独立企業時代からモータースポーツに関わっており、現在はDTMでの活躍がみられる。1996年からは、F1のセーフティカーおよびメディカルカーを担当しているのは前述の通りである。2010年から、54年振りにF1に参戦し、 2012年からはMERCEDES AMG PETRONASチームとMERCEDES AMG High Performance Powertrainsが協力し、ワークス参戦している。
元来、大排気量のモデルが中心だったが、現在は2.0リットルエンジンを搭載した45系及び2019年より新型35系も展開している。本社工場はドイツのアファルターバッハ（Affalterbach）にある。
近年では “One man-one engine”の主義のもと、AMGファクトリーの熟練工（マイスター）が専任でエンジンを組み上げている。AMGのファクトリーで組み上げられたエンジンには、担当したマイスターのサインが描かれたプレートが特別に貼り付けられる。
当時AMGの輸入元だったAMGジャパン（ヤナセの子会社）が取り扱っていた頃は、モデル名の前にAMGの名前が入っていた（例：メルセデス・ベンツ・AMG C36）が、2000年10月にダイムラー・クライスラー日本（当時）に輸入権が譲渡されて以降は、モデル名の後にAMGの名前が入るかたち（例：メルセデス・ベンツ・C63 AMG）に順次移行した。その後、サブブランドの「メルセデスAMG」が立ち上げられたのに際してモデル名の前に「メルセデスAMG」と入るかたち（例：メルセデスAMG C63）となった。従来はメルセデス・ベンツ車の販売店でAMGモデルが併売されていたが、世界初のMercedes-AMG専売拠点としてAMG TOKYO Setagayaが2017年1月13日に開業している。

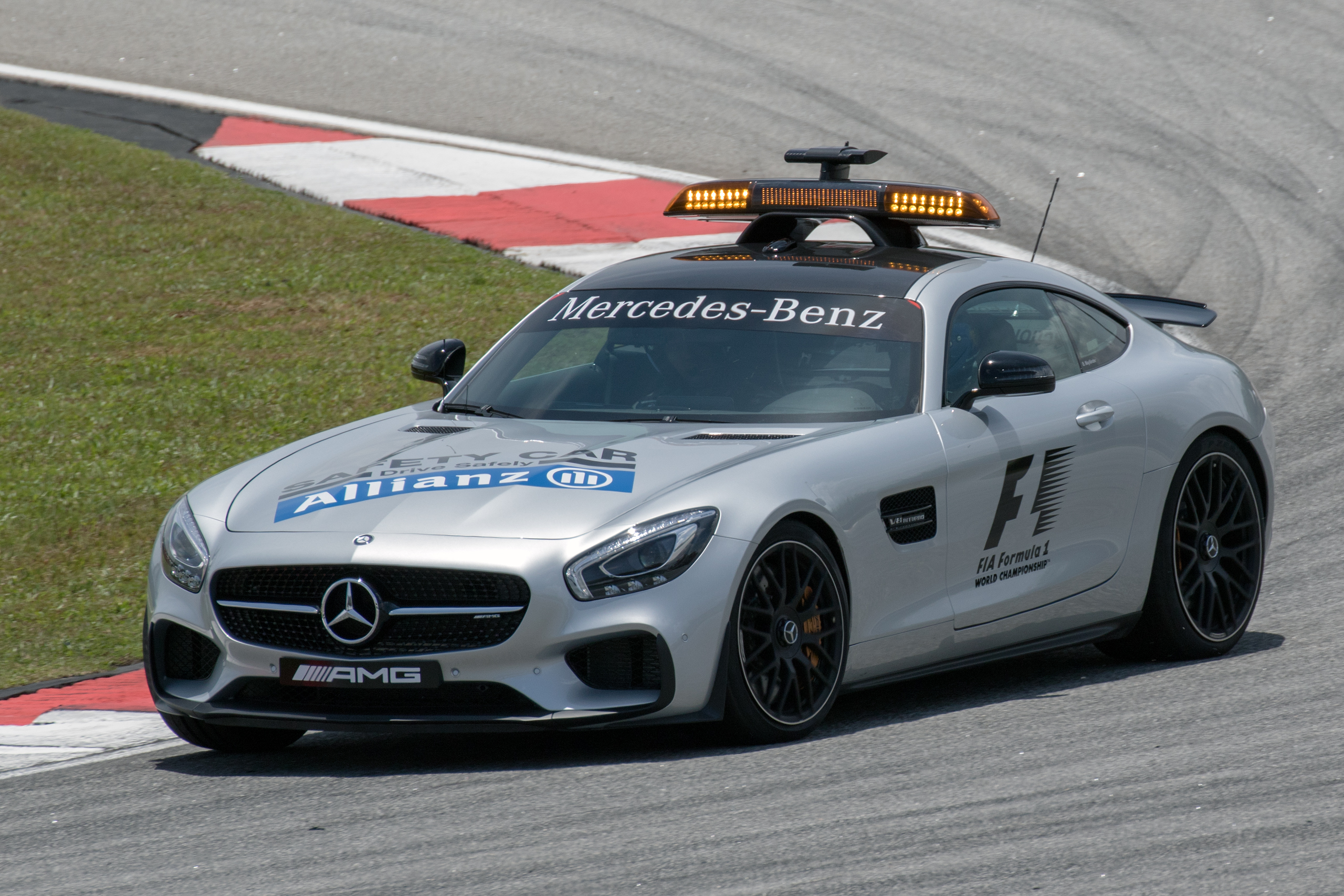
F1セーフティカー(メルセデスAMG GT S)
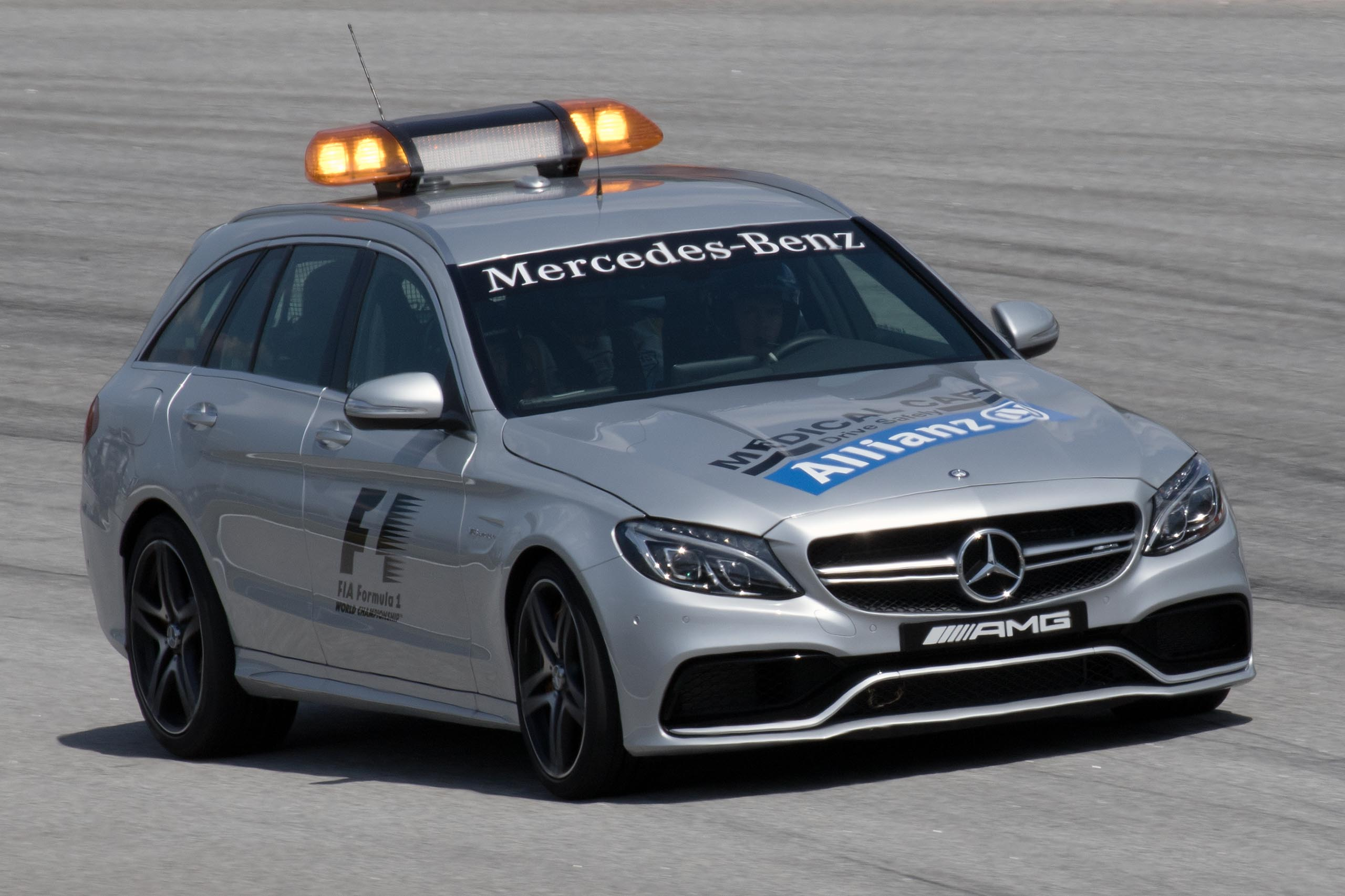
F1メディカルカー(メルセデスAMG C63 S ステーションワゴン)

## 通常モデルとの違い
極めて強力なエンジンと強化された車体やサスペンションを持ち、サーキットなどスポーツ走行にも適合しており、通常モデルよりも強固でハードな乗り味の車に仕立てられていることがAMGモデルの特徴である。

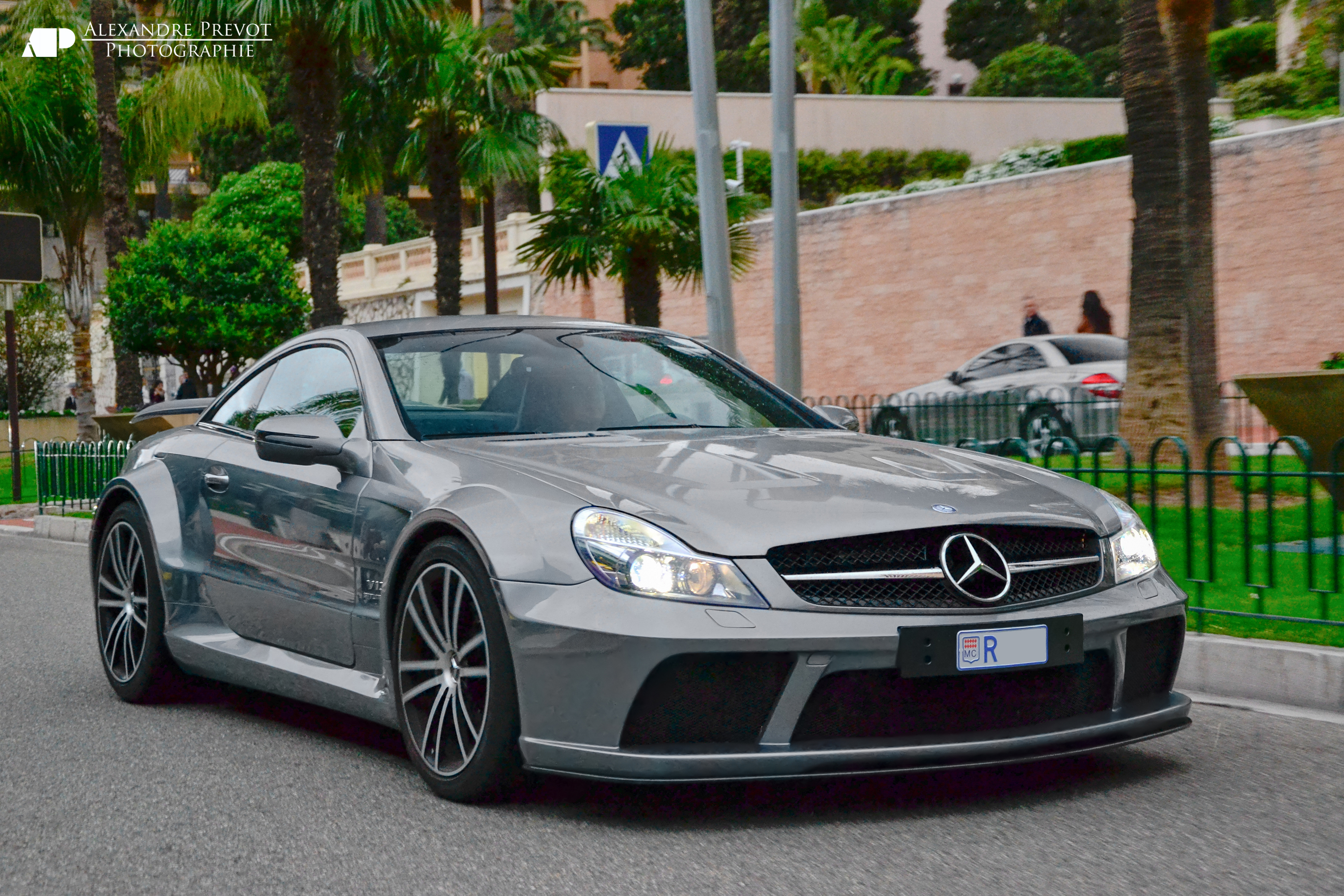
SL65 AMG Black Series

かつてのAMGモデルは、ボディ同色のフロントグリルやホイール、低められた車高、そして大型エアロパーツなど威圧感を強調した外観が特徴だったが、メルセデスの傘下に入ってからは落ち着いたスタイリングとなっている。外観上の違いは、各モデル専用のアルミホイールやエアロパーツが装着され、リアエンド右上（順次左側に移行：後述）にAMGのエンブレムが付くほか、リアエンド左上（順次右側に移行：後述）には“C63、S65”というような数字2桁のエンブレムが付く。
AMG各モデルの名称方法は、過去1990年代前半までの車両では、グレードの後ろに増加した排気量や、AMGにおけるバージョン及びバルブの数を併記するという方法が取られていた（例 190E 3.2、400E S3、300CE 6.0-4V Wide Version : HAMMER、560SEC 6.0-2Vなど）が、1993年にメルセデス・ベンツ本社との共同開発車、C36が発売されて以降は、前述の数字2桁の表記方法に順次移行し、具体的なベースグレードの概念は現在はなくなっている。ただし、W202のAMG C280やR170のSLK230 AMGは例外的に3桁の表示を採用しているが、これは、これらのモデルのエンジンに、AMGの手が加えられていないことによるものである。
また、ノーマル車の外観をAMG仕様に仕立てた後にAMGのエンブレムに付け替える行為（E350→E63など）は一般にエンブレム・チューンと呼ばれている。雑誌VERYなどのコラムでこれらの行為が紹介されており、エンブレムチューン済のメルセデスがかなりの台数存在するのが実情である。なお正規のAMGモデルには、リアウインドウ左下、もしくは後部サイドウインドウに銀色のステッカーが貼られている。
専用パーツとして強化ブレーキシステムやAMGスポーツサスペンション、チューンされたエンジン、4本マフラー、内装等が搭載される。加えて、一部の日本販売モデルにはAMGモデルをさらにチューンした「パフォーマンスパッケージ」が用意されている。なお、2006年よりAMGの各モデルをさらに強化した特別なモデルをブラックシリーズとして限定販売している。
内装やシートにも通常モデルと比べて高級な素材を使用することが多く、質感も向上している。AMGのロゴが入ったスピードメーターは300km/h以上刻まれているが、実際には一般の欧州車同様250km/hでスピードリミッターがかかる。ドイツ本国では有償オプション扱いでリミッターを外すことも可能だが、その場合は使用するタイヤをはじめとして、コンディションを厳格に維持することが求められる。日本においては、モデルによって追加オプションで最高速度の引き上げが可能となっている。
C36 AMG以降、トランクリッド右側に位置していたAMGエンブレムだが、「メルセデスAMG」のサブブランド立ち上げに際してAMG GTより左側に変更された。以降、各モデルもフェイスリフトやモデルチェンジに併せて変更されると思われる。また、近年のモデルでは、フロントグリル内にもAMGエンブレムを配置させている。
AMGは創業以来から長らく、FRの車両のみにAMGモデルを発表し、SUV以外での4WDのAMGモデルや、FFのクラスにはAMGモデルは用意されてなかったが、2013年にEクラスがマイナーチェンジしたことに伴い、初めてセダン・ステーションワゴンタイプで4WDのAMGモデルであるE63 AMG 4MATICを発表した。また近年、FFベースの4WDであるA45/CLA45/GLA45 AMG 4MATICが発表され、さらに、旗艦モデルSクラスにもS63AMG 4MATICが追加発表されるなど、精力的に4WD車を展開している。

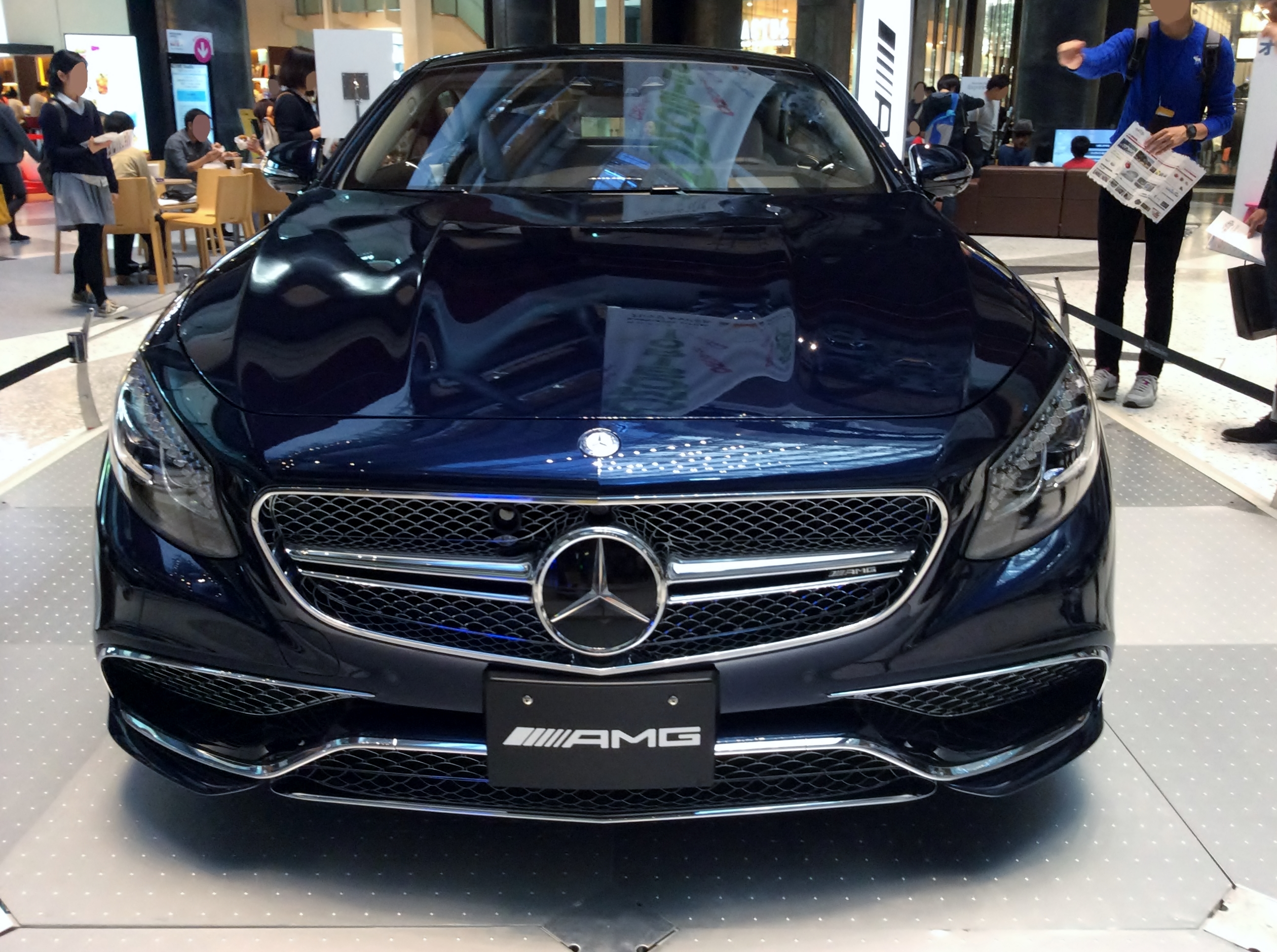
フロントグリル内にAMGエンブレムが配されている例（S65 AMG クーペ）
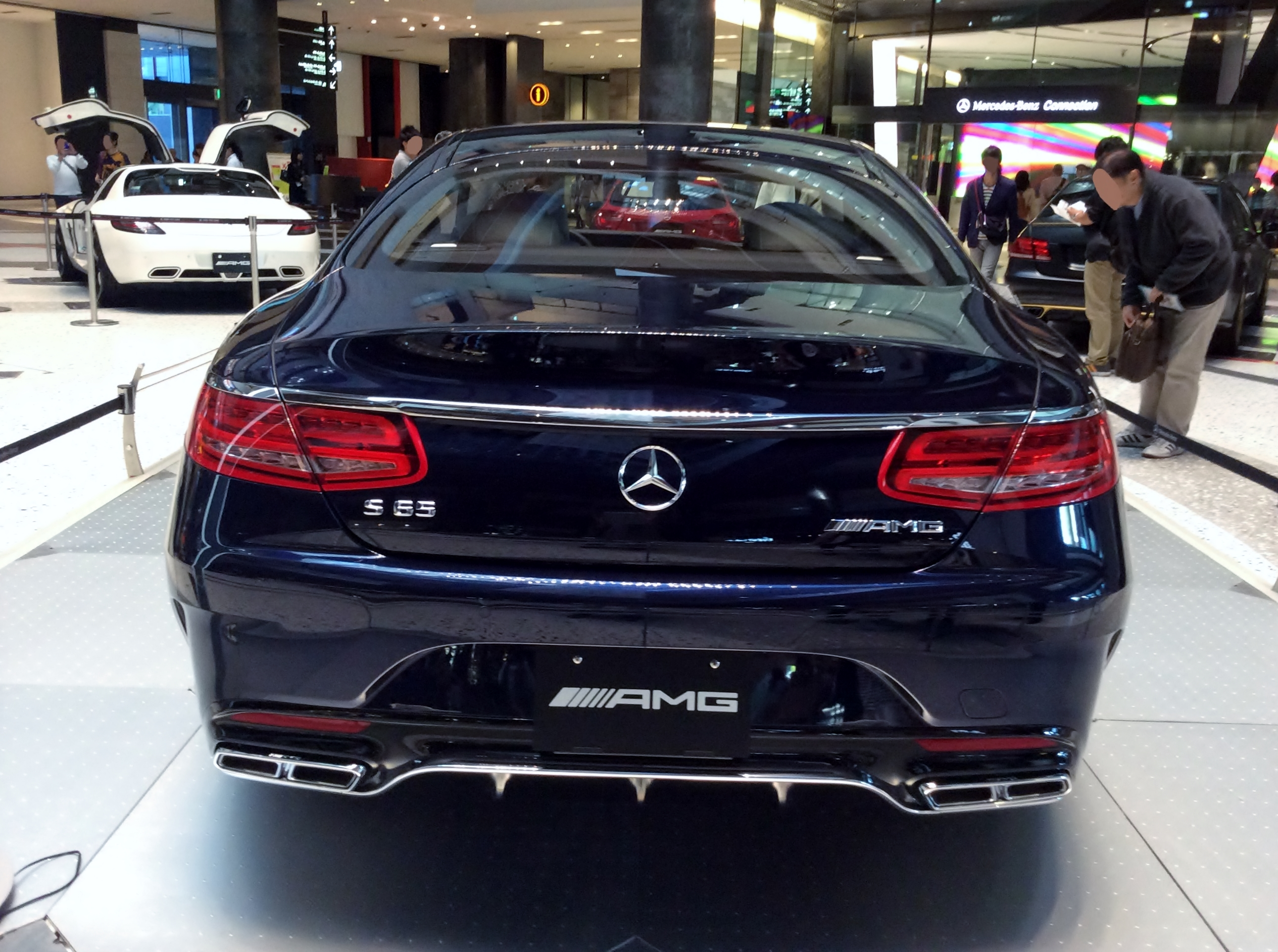
かつての車名エンブレムが左に、AMGエンブレムが右に配置されていた例（S65 AMG クーペ）
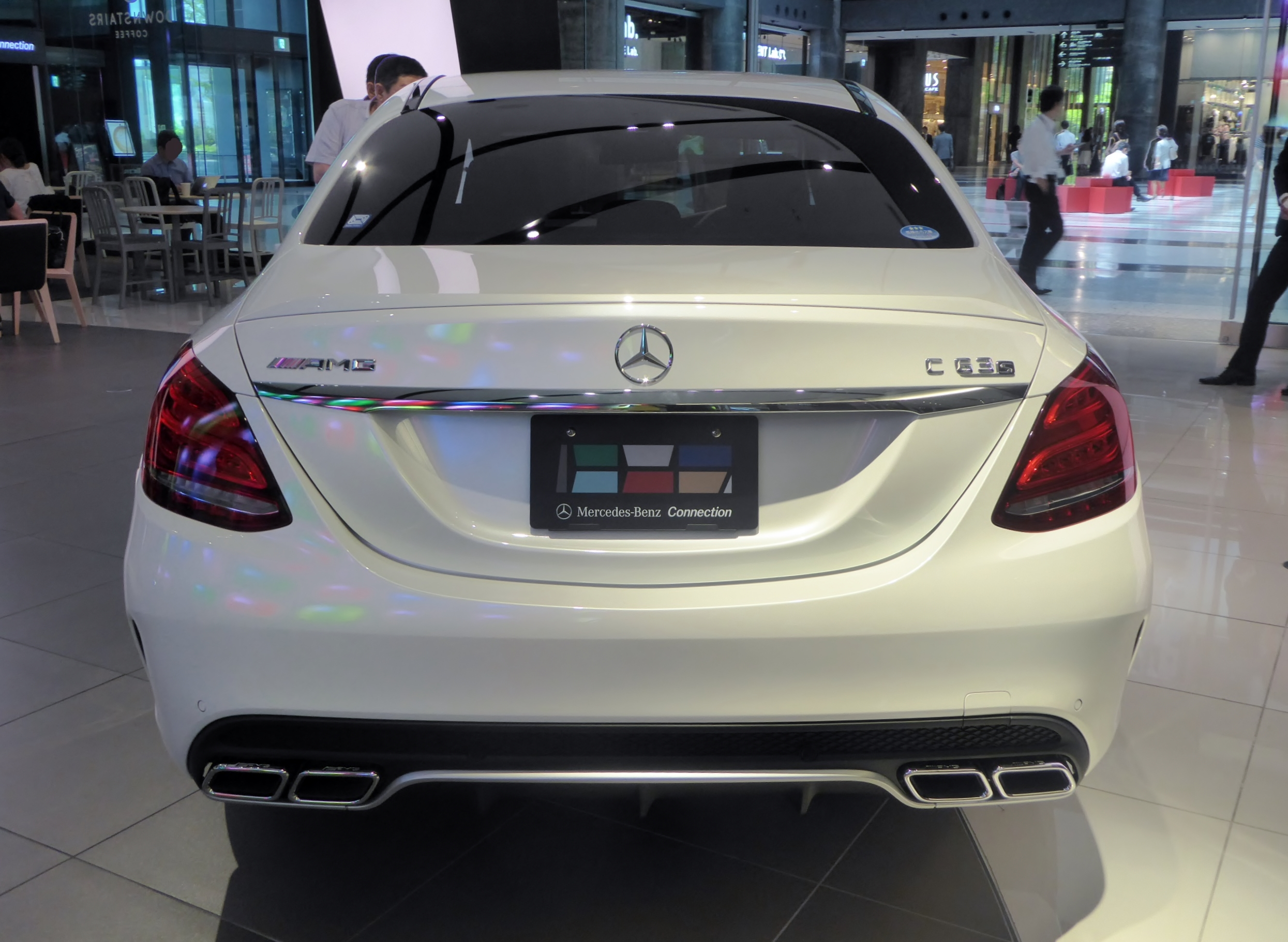
AMGエンブレムが左に、車名エンブレムが右に配置されている例（メルセデスAMG・C63 S）

## AMGスポーツ
AMGは2015年1月の北米国際オートショーにて新ラインナップであるAMGスポーツを発表した。AMGモデルほどのハードで強烈なパフォーマンスは必要ない一般ユーザー向けに開発されたモデルである。AMGスポーツは、メルセデスベンツのオプショングレードであるAMGスポーツパッケージ/AMGラインとメルセデスAMGモデルの間に位置し、BMWのMパフォーマンスモデルやアウディのSモデルなどに対抗するものとみられる。強化された足回り、ベースモデルより出力を上げたエンジン、AMGスポーツ専用のエクステリアを装備し、車名の数字は3桁となる。
その後こちらもメルセデスAMGブランドとなりC450がメルセデスAMG・C43に、GLE450がメルセデスAMG・GLE43となったことでAMGスポーツは実質廃止となった。これによりリアのエンブレムは左に「AMG」エンブレム、右に車名エンブレムが冠されるようになった。

### 日本国内
2015年7月22日に「C450 AMG 4MATIC」「C450 AMG 4MATIC ステーションワゴン」の導入が発表、前日の7月21日より注文受付が開始された。
2016年4月27日に「メルセデスAMG GLE43 4MATIC」「メルセデスAMG GLE43 4MATIC クーペ」の導入が発表、前者は同日より、後者は8月より注文受付が開始された。
同年6月2日に「メルセデスAMG SLC43」の導入が発表され同日から注文受付が開始された。
2016年8月19日に「メルセデスAMG C43 4MATIC」「メルセデスAMG C43 4MATIC ステーションワゴン」の一部改良と共に「メルセデスAMG C43 4MATIC クーペ」が発表され注文受付が同日から、販売が9月から開始された。

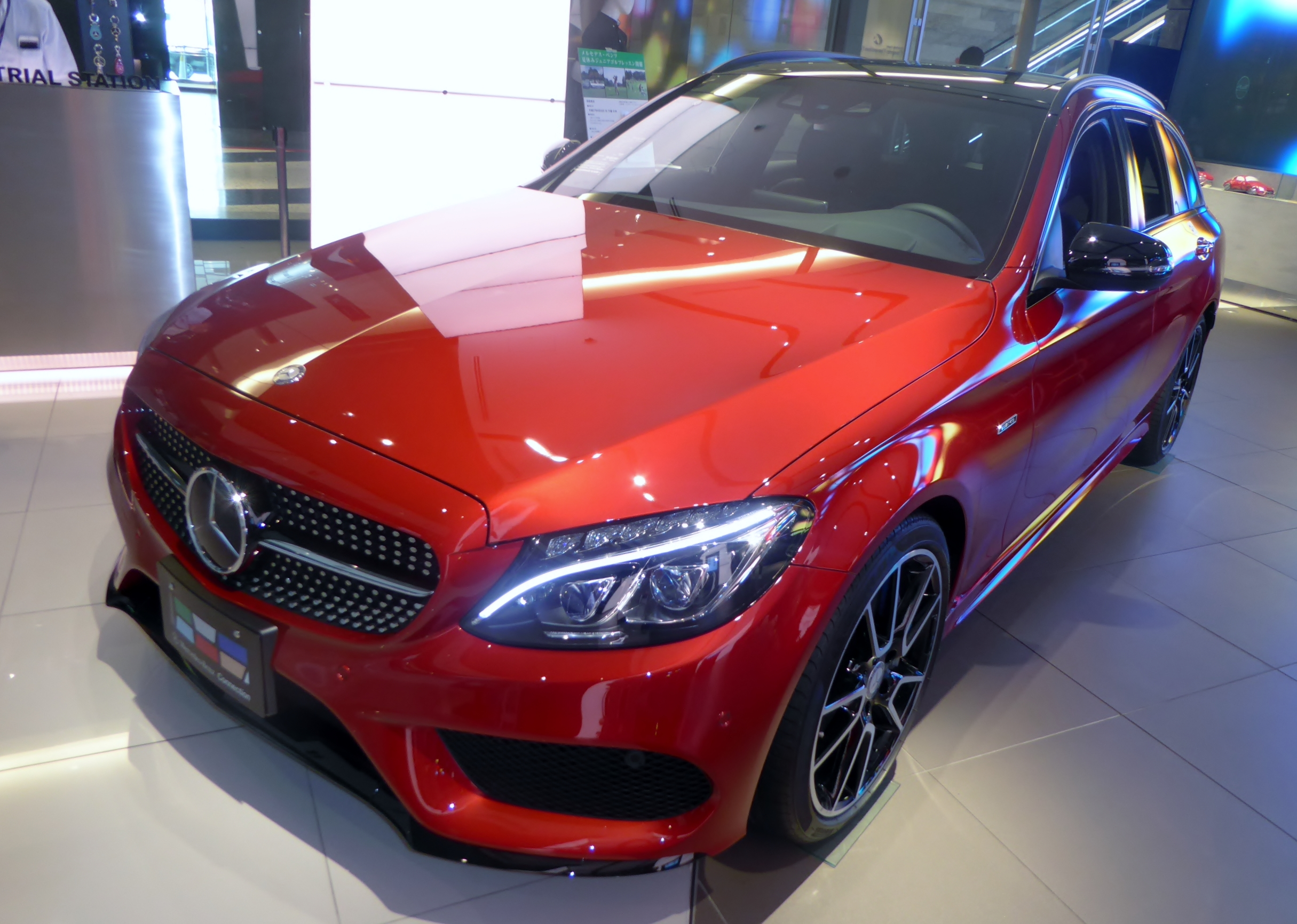
C450 AMG 4MATIC ステーションワゴン
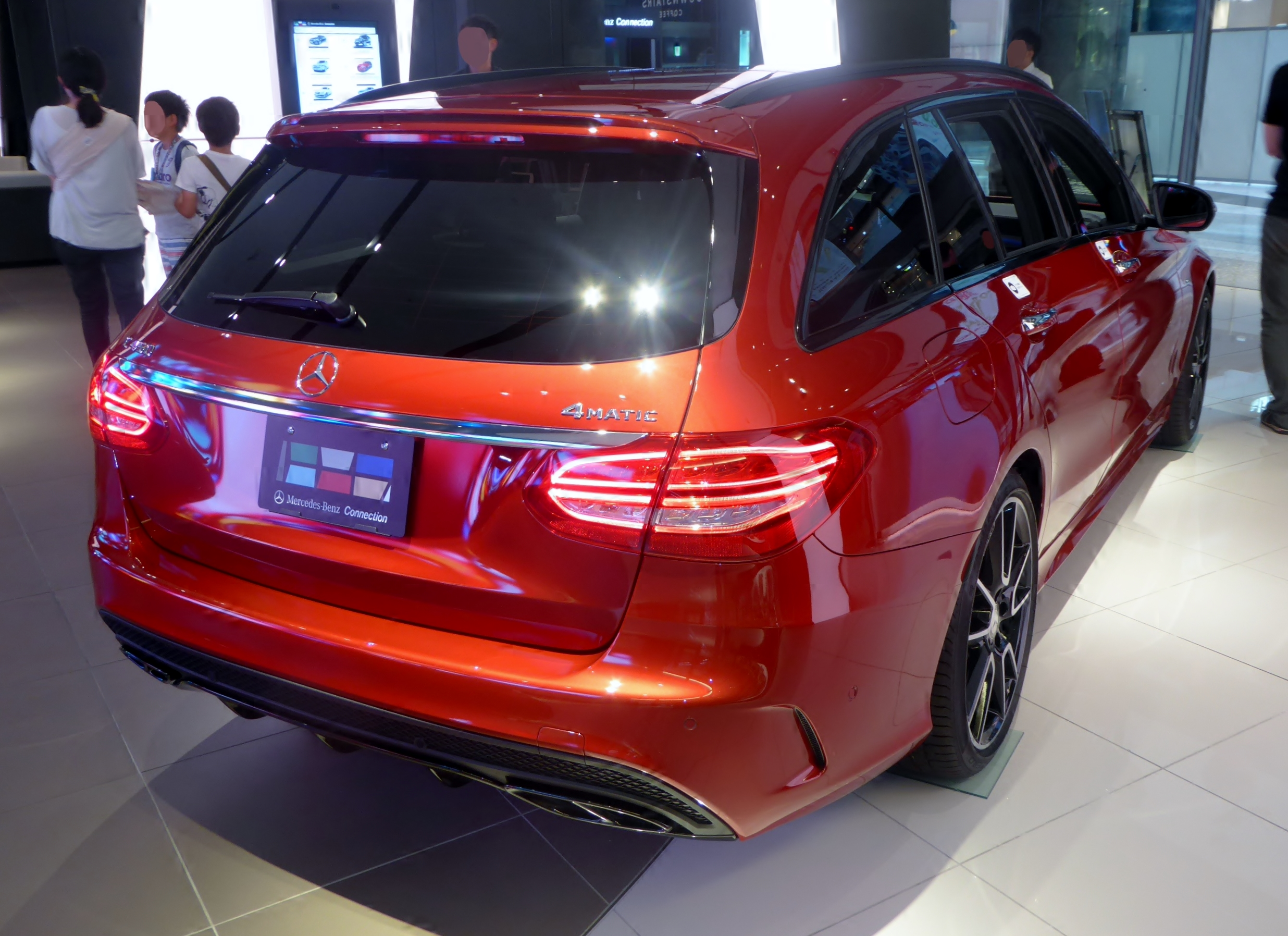
C450 AMG 4MATIC ステーションワゴン リア
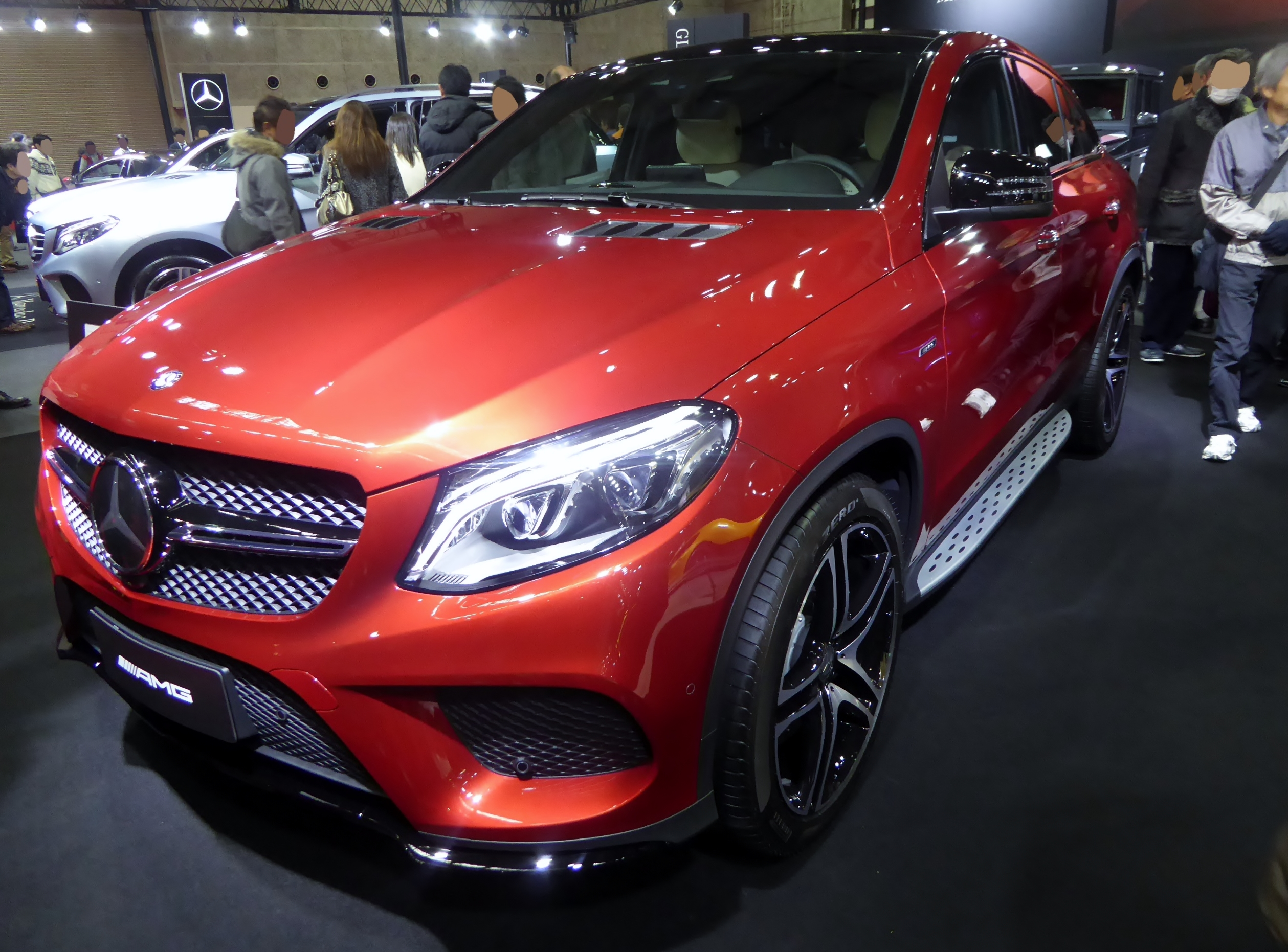
GLE450 AMG 4MATIC クーペ
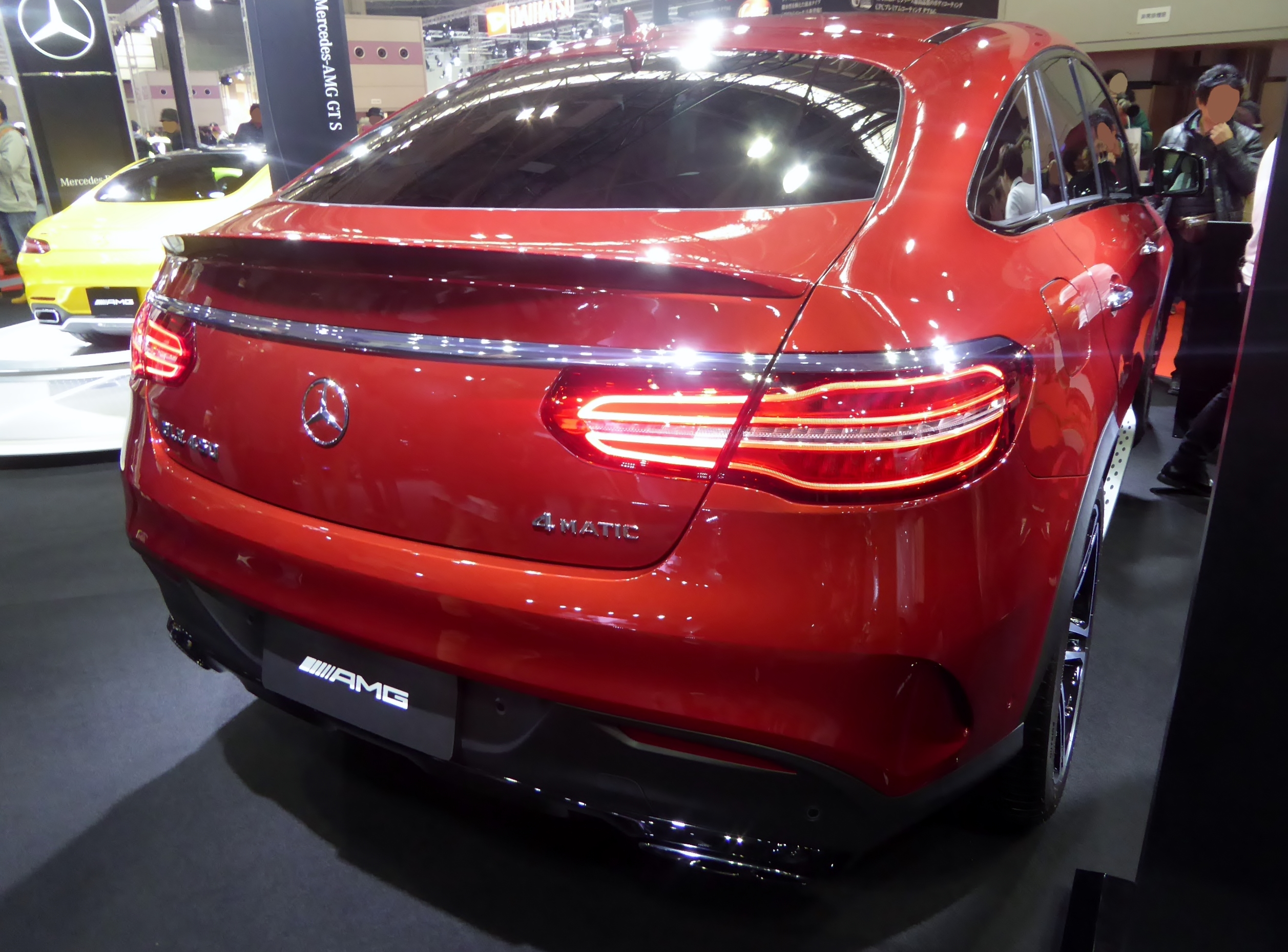
GLE450 AMG 4MATIC クーペ リア
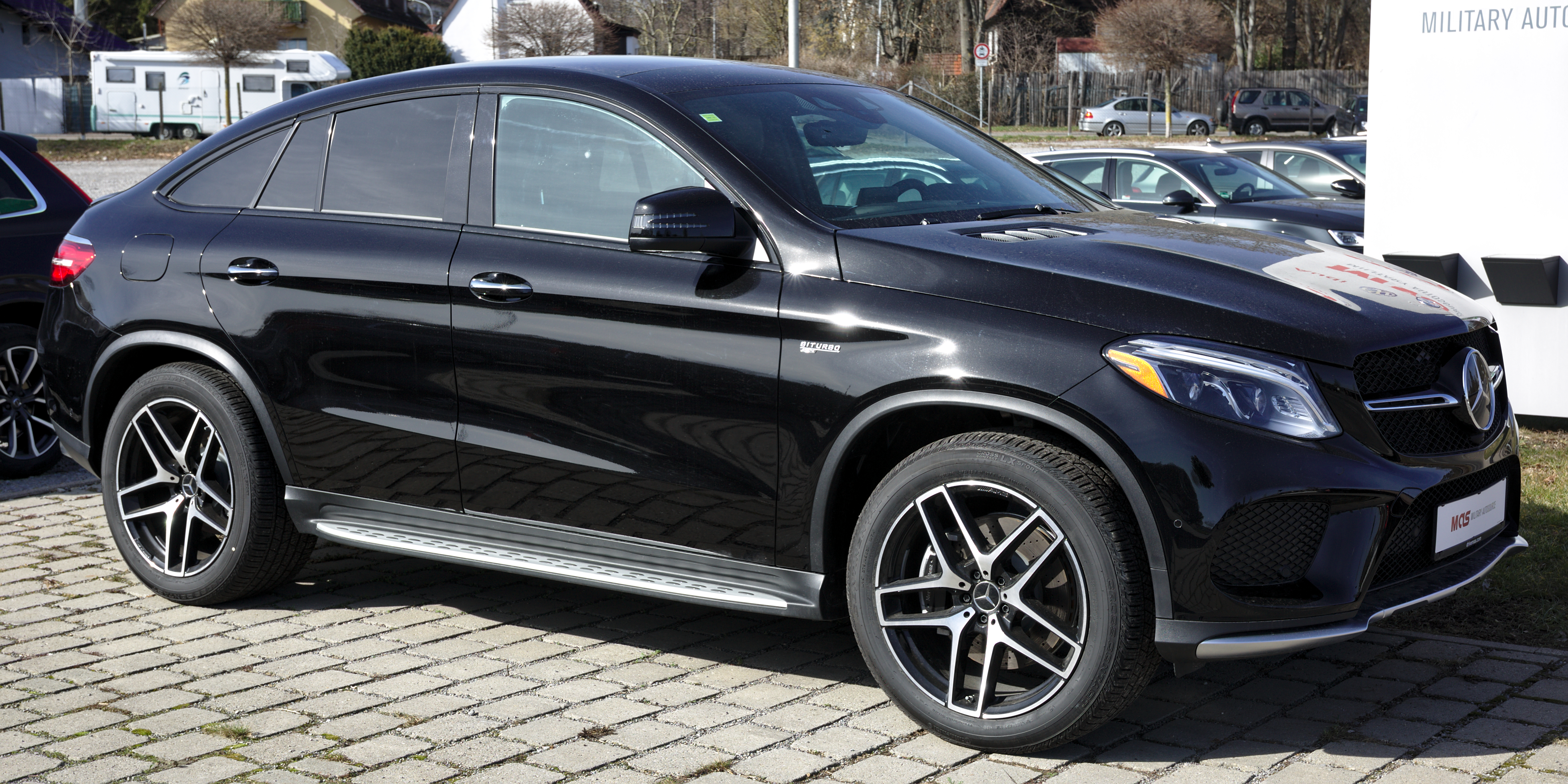
メルセデスAMG・GLE43 4MATIC クーペ AMGスポーツではサイドに「AMG」バッジが冠されていたがこちらは「BITURBO」となる。
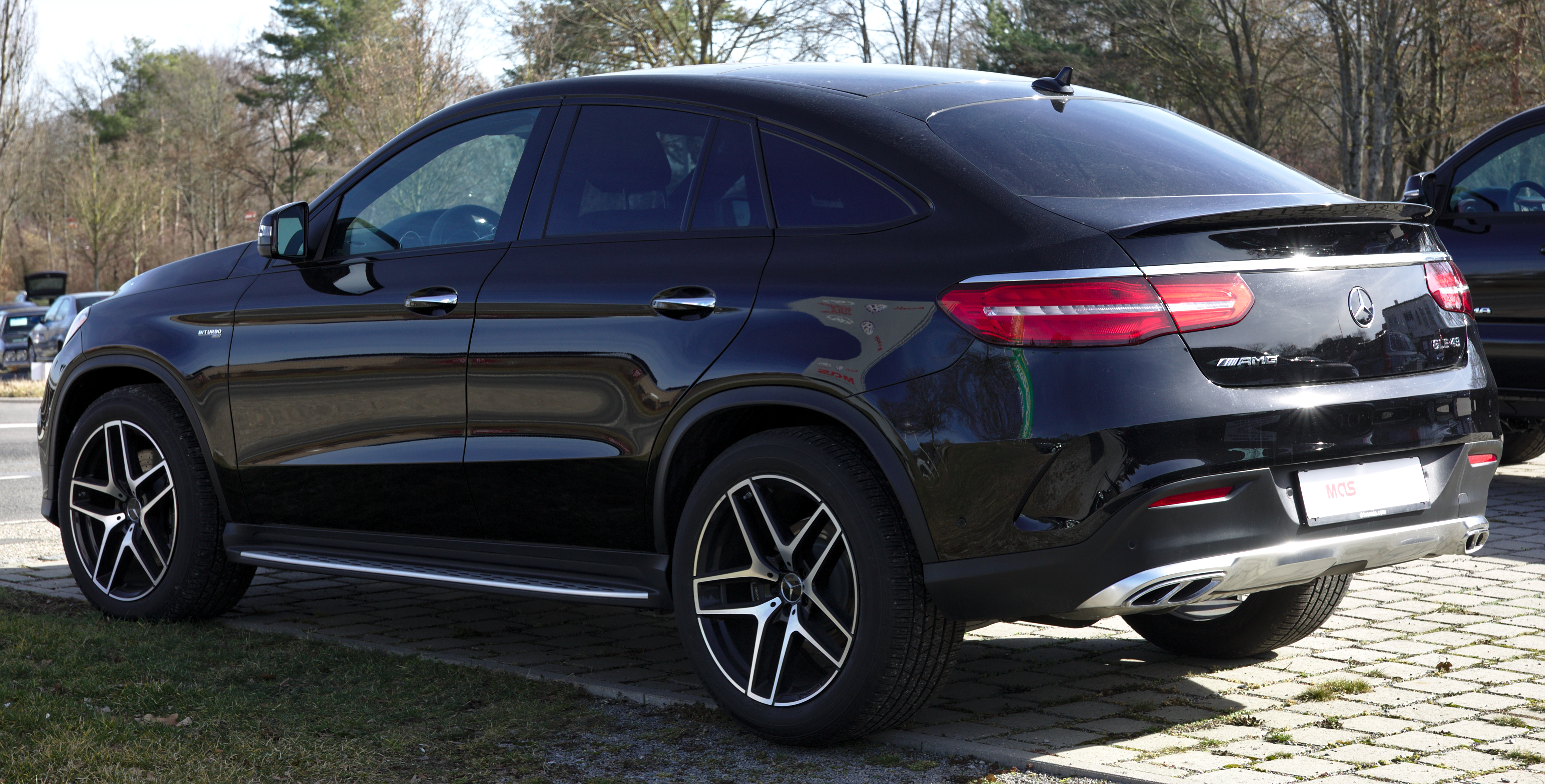
メルセデスAMG・GLE43 4MATIC クーペ

## 日本における展開

### 現行車種

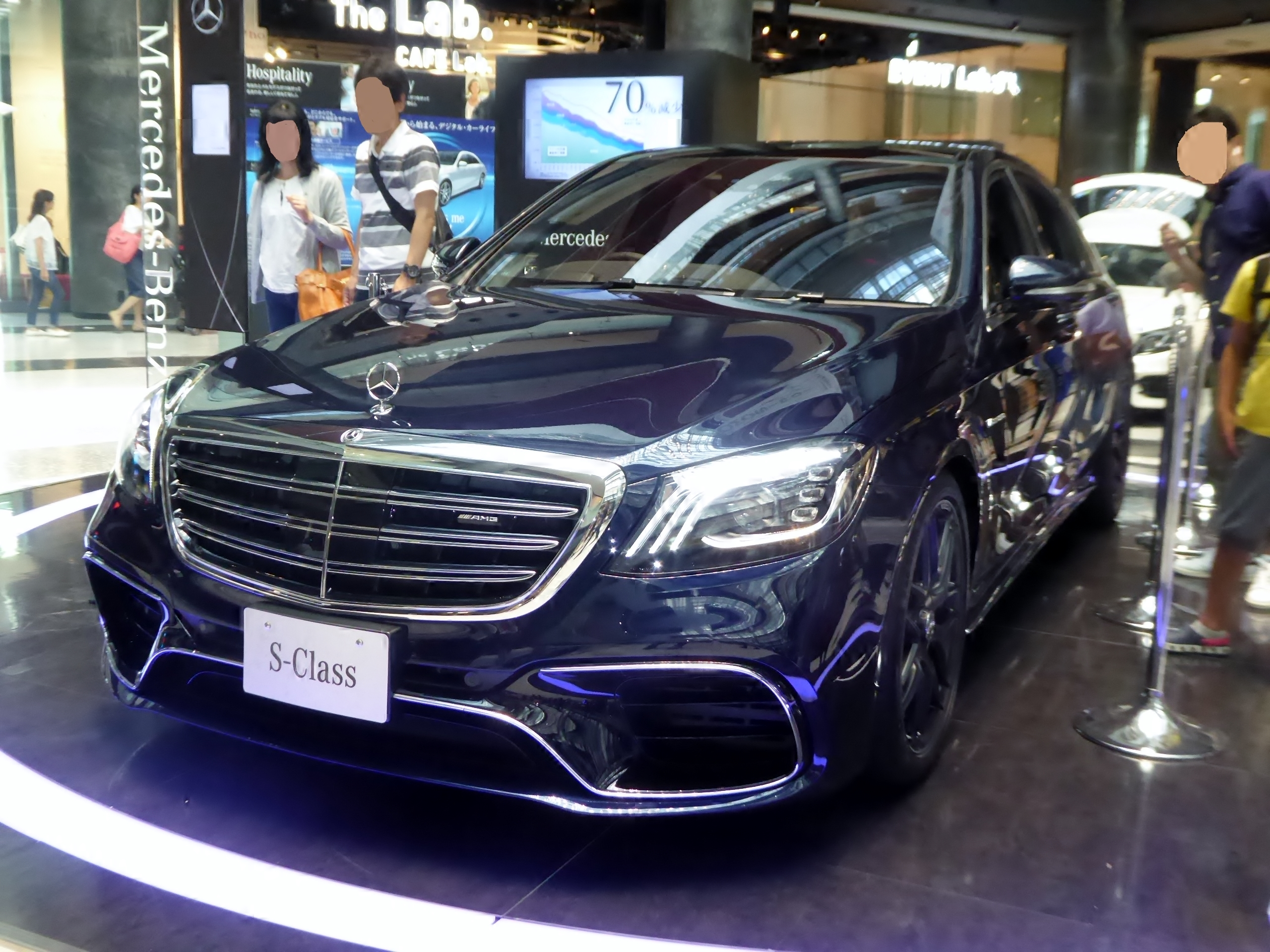
Mercedes-AMG S 63 4MATIC+ long

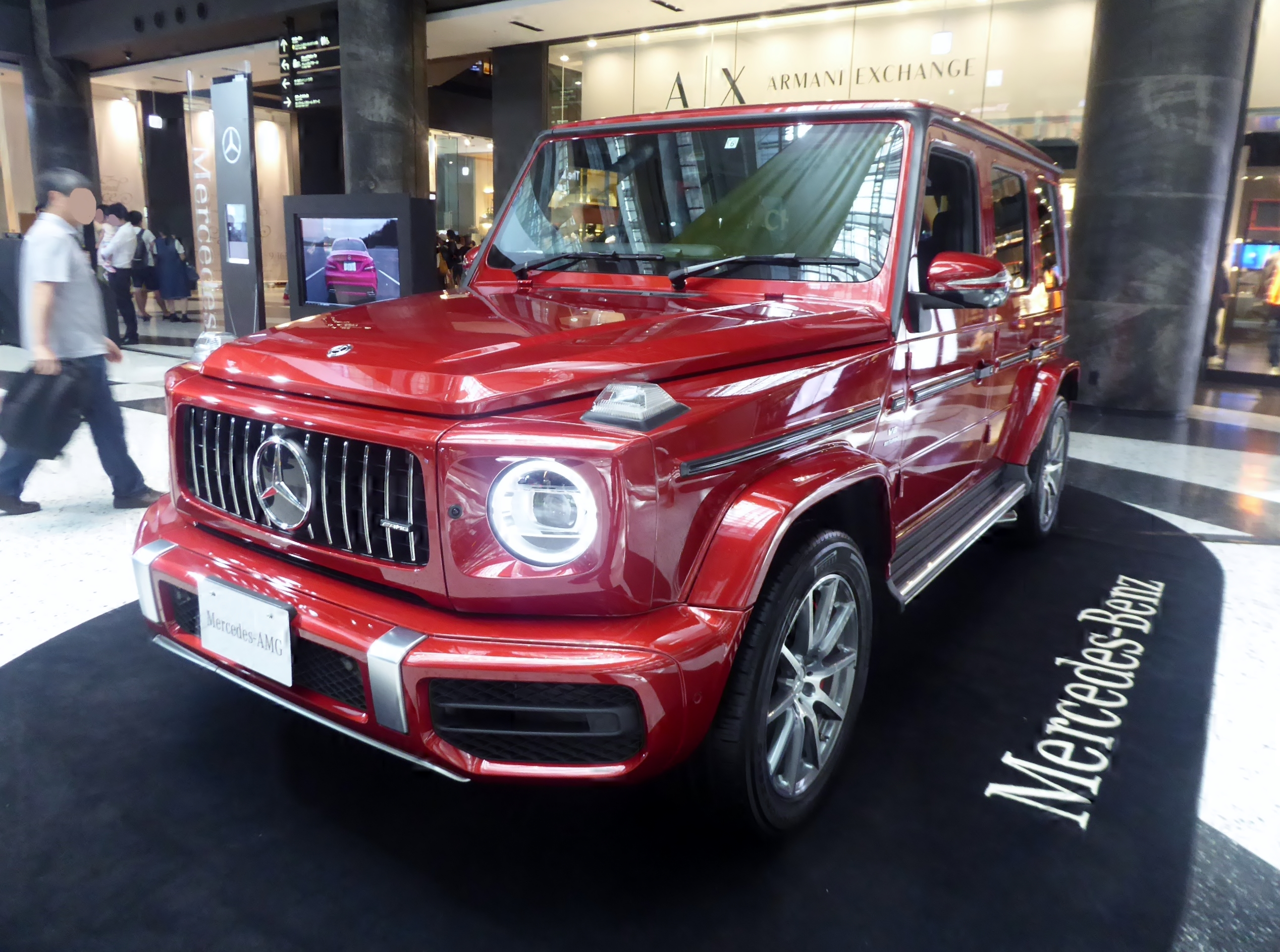
Mercedes-AMG G 63

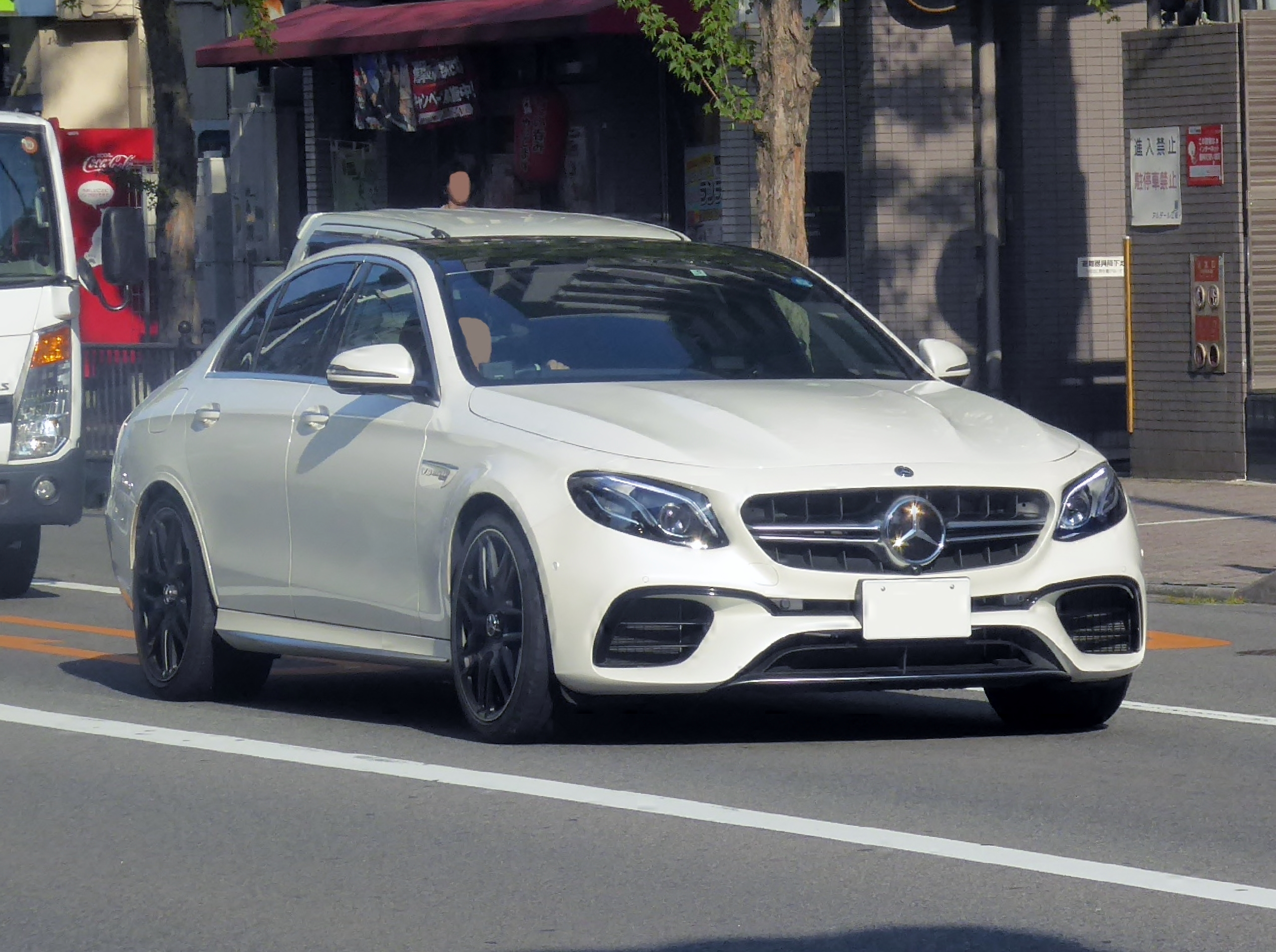
Mercedes-AMG E 63 S 4MATIC+

現在日本で販売されている車種は下記の通りである。欧州では下記以外のバージョンやディーゼルエンジン搭載のモデルも存在する。現在の主力は「63系」のエンジンであり、AMGモデルのほとんどを占めている。
基本的に同じ「系」に属す車種には同じエンジンが搭載されているが、出力に違いがある。また2014年に発表されたW205型メルセデスAMG C63、2016年に発表されたW213型メルセデスAMG E63では4.0リットル・ツインターボエンジンを搭載しているなど排気量と一致しなくなってきている。
| 車種                                                                             | ステアリング | 駆動方式          | 排気量・エンジン                        | エンジン型式  | 最高出力/最大トルク | 現行ベース車両                      |
| 63系                                                                             | 63系         | 63系              | 63系                                    | 63系          | 63系                | 63系                                |
| -------------------------------------------------------------------------------- | ------------ | ----------------- | --------------------------------------- | ------------- | ------------------- | ----------------------------------- |
| C63                                                                              | 左･右        | FR                | 4.0 L・V型8気筒DOHCツインターボ         | M177          | 476ps/66.3kgf-m     | Cクラス W205型/S205型/C205型/A205型 |
| C63 ステーションワゴン                                                           | 右           | FR                | 4.0 L・V型8気筒DOHCツインターボ         | M177          | 476ps/66.3kgf-m     | Cクラス W205型/S205型/C205型/A205型 |
| C63 クーペ                                                                       | 左･右        | FR                | 4.0 L・V型8気筒DOHCツインターボ         | M177          | 476ps/66.3kgf-m     | Cクラス W205型/S205型/C205型/A205型 |
| C63 S                                                                            | 左･右        | FR                | 4.0 L・V型8気筒DOHCツインターボ         | M177          | 510ps/71.4kgf-m     | Cクラス W205型/S205型/C205型/A205型 |
| C63 S ステーションワゴン                                                         | 右           | FR                | 4.0 L・V型8気筒DOHCツインターボ         | M177          | 510ps/71.4kgf-m     | Cクラス W205型/S205型/C205型/A205型 |
| C63 S クーペ                                                                     | 左･右        | FR                | 4.0 L・V型8気筒DOHCツインターボ         | M177          | 510ps/71.4kgf-m     | Cクラス W205型/S205型/C205型/A205型 |
| C63 S カブリオレ                                                                 | 左･右        | FR                | 4.0 L・V型8気筒DOHCツインターボ         | M177          | 510ps/71.4kgf-m     | Cクラス W205型/S205型/C205型/A205型 |
| E63 S 4MATIC+                                                                    | 左･右        | 4WD               | 4.0 L・V型8気筒DOHCツインターボ         | M177          | 612ps/86.7kgf-m     | Eクラス W213型/S213型               |
| E63 S 4MATIC+ ステーションワゴン                                                 | 左           | 4WD               | 4.0 L・V型8気筒DOHCツインターボ         | M177          | 612ps/86.7kgf-m     | Eクラス W213型/S213型               |
| S63 4MATIC+ クーペ S63 4MATIC+ カブリオレ                                        | 左           | 4WD               | 4.0 L・V型8気筒DOHCツインターボ         | M177          | 612ps/91.8kgf-m     | Sクラスクーペ C217型/R217型         |
| GT63 S 4MATIC+                                                                   | 左           | 4WD               | 4.0 L・V型8気筒DOHCツインターボ         | M177          | 639ps/91.8kgf-m     | ベース車両は存在せず                |
| GLC63 S 4MATIC+ GLC63 S 4MATIC+ クーペ                                           | 右           | 4WD               | 4.0 L・V型8気筒DOHCツインターボ         | M177          | 510ps/71.4kgf-m     | GLCクラス X253型/C253型             |
| GLE63 S 4MATIC+                                                                  | 左･右        | 4WD               | 4.0 L・V型8気筒DOHCツインターボ         | M177          | 612ps/86.7kgf-m     | GLEクラス W167型/C167型             |
| GLE63 S 4MATIC+ クーペ                                                           | 左           | 4WD               | 4.0 L・V型8気筒DOHCツインターボ         | M177          | 612ps/86.7kgf-m     | GLEクラス W167型/C167型             |
| GLS63 4MATIC+                                                                    | 左           | 4WD               | 4.0 L・V型8気筒DOHCツインターボ         | M177          | 612ps/86.7kgf-m     | GLSクラス X167型                    |
| G63                                                                              | 左･右        | 4WD               | 4.0 L・V型8気筒DOHCツインターボ         | M177          | 585ps/86.7kgf-m     | Gクラス W463型                      |
| 53系                                                                             |              |                   |                                         |               |                     |                                     |
| E53 4MATIC+                                                                      | 左･右        | 4WD               | 3.0 L・直列6気筒DOHCターボ              | M256          | 435ps/53.0kgf-m     | EクラスW213型/S213型/C213型/A213型  |
| E53 4MATIC+ ステーションワゴン                                                   | 右           | 4WD               | 3.0 L・直列6気筒DOHCターボ              | M256          | 435ps/53.0kgf-m     | EクラスW213型/S213型/C213型/A213型  |
| E53 4MATIC+ クーペ                                                               | 左･右        | 4WD               | 3.0 L・直列6気筒DOHCターボ              | M256          | 435ps/53.0kgf-m     | EクラスW213型/S213型/C213型/A213型  |
| E53 4MATIC+ カブリオレ                                                           | 右           | 4WD               | 3.0 L・直列6気筒DOHCターボ              | M256          | 435ps/53.0kgf-m     | EクラスW213型/S213型/C213型/A213型  |
| CLS53 4MATIC+                                                                    | 左･右        | 4WD               | 3.0 L・直列6気筒DOHCターボ              | M256          | 435ps/53.0kgf-m     | CLSクラス C257型                    |
| GT53 4MATIC+                                                                     | 左･右        | 4WD               | 3.0 L・直列6気筒DOHCターボ              | M256          | 435ps/53.0kgf-m     | ベース車両は存在せず                |
| GLE53 4MATIC+ GLE53 4MATIC+ クーペ                                               | 左･右        | 4WD               | 3.0 L・直列6気筒DOHCターボ              | M256          | 435ps/53.0kgf-m     | GLEクラス W167型/C167型             |
| 45系                                                                             |              |                   |                                         |               |                     |                                     |
| A45 S 4MATIC+                                                                    | 右           | 4WD               | 2.0 L・直列4気筒DOHC直噴ターボ          | M139          | 421ps/51.0kgf-m     | Aクラス W177型                      |
| CLA45 S 4MATIC+ CLA45 S 4MATIC+ シューティングブレイク                           | 右           | 4WD               | 2.0 L・直列4気筒DOHC直噴ターボ          | M139          | 421ps/51.0kgf-m     | CLAクラス C118型/X118型             |
| GLA45 S 4MATIC+                                                                  | 右           | 4WD               | 2.0 L・直列4気筒DOHC直噴ターボ          | M139          | 421ps/51.0kgf-m     | GLAクラス H247型                    |
| 43系                                                                             |              |                   |                                         |               |                     |                                     |
| C43 4MATIC C43 4MATIC ステーションワゴン C43 4MATIC クーペ C43 4MATIC カブリオレ | 左･右        | 4WD               | 3.0 L・V型6気筒ツインターボ             | M276M30       | 390ps/53.0kgf-m     | Cクラス W205型/S205型/C205型/A205型 |
| GT43 4MATIC+                                                                     | 左･右        | 4WD               | 3.0 L・直列6気筒DOHCターボ              | M256          | 367ps/51.0kgf-m     | ベース車両は存在せず                |
| SLC43                                                                            | 左･右        | FR                | 3.0 L・V型6気筒ツインターボ             | M276M30       | 390ps/53.0kgf-m     | SLCクラス R172型                    |
| GLC43 4MATIC GLC43 4MATIC クーペ                                                 | 右           | 4WD               | 3.0 L・V型6気筒ツインターボ             | M276M30       | 390ps/53.0kgf-m     | GLCクラス X253型/C253型             |
| 35系                                                                             |              |                   |                                         |               |                     |                                     |
| A35 4MATIC A35 4MATIC セダン                                                     | 右           | 4WD               | 2.0 L・直列4気筒ターボ                  | M260          | 306ps/40.8kgf-m     | Aクラス W177型/V177型               |
| CLA35 4MATIC CLA35 4MATIC シューティングブレイク                                 | 右           | 4WD               | 2.0 L・直列4気筒ターボ                  | M260          | 306ps/40.8kgf-m     | CLAクラス C118型/X118型             |
| GLA35 4MATIC                                                                     | 右           | 4WD               | 2.0 L・直列4気筒ターボ                  | M260          | 306ps/40.8kgf-m     | GLAクラス H247型                    |
| GLB35 4MATIC                                                                     | 右           | 4WD               | 2.0 L・直列4気筒ターボ                  | M260          | 306ps/40.8kgf-m     | GLBクラス X247型                    |
| メルセデスAMG完全自社開発モデル                                                  |              |                   |                                         |               |                     |                                     |
| GT GT ロードスター                                                               | 左･右        | FR                | 4.0 L・V型8気筒ツインターボ             | M178          | 530ps/68.3kgf-m     | ベース車両はなし                    |
| GT C GT C ロードスター                                                           | 左           | FR                | 4.0 L・V型8気筒ツインターボ             | M178          | 557ps/69.3kgf-m     | ベース車両はなし                    |
| GT R                                                                             | 左           | FR                | 4.0 L・V型8気筒ツインターボ             | M178          | 585ps/71.4kgf-m     | ベース車両はなし                    |
| ハイパーカー                                                                     |              |                   |                                         |               |                     |                                     |
| One                                                                              | 左           | ミッドエンジン4WD | 1.6 L・V型6気筒ハイブリッドツインターボ | PU106C Hybrid | 986hp               | ベース車両はなし                    |

### 販売拠点
AMG各車種は、メルセデス・ベンツの正規販売店で購入することができる。その中でも「AMGパフォーマンスセンター」が増設される販売店もあり、そこではAMGの専門知識を持つ担当者が在籍し顧客サポートをするとメーカーはアピールしている。
さらに2017年1月13日には、メルセデスAMG専売拠点として「AMG 東京世田谷」がオープンした。メルセデスAMGのみを専門に販売する正規販売拠点はそれまで存在せず、日本が世界初である。

### 三菱自動車への技術供与

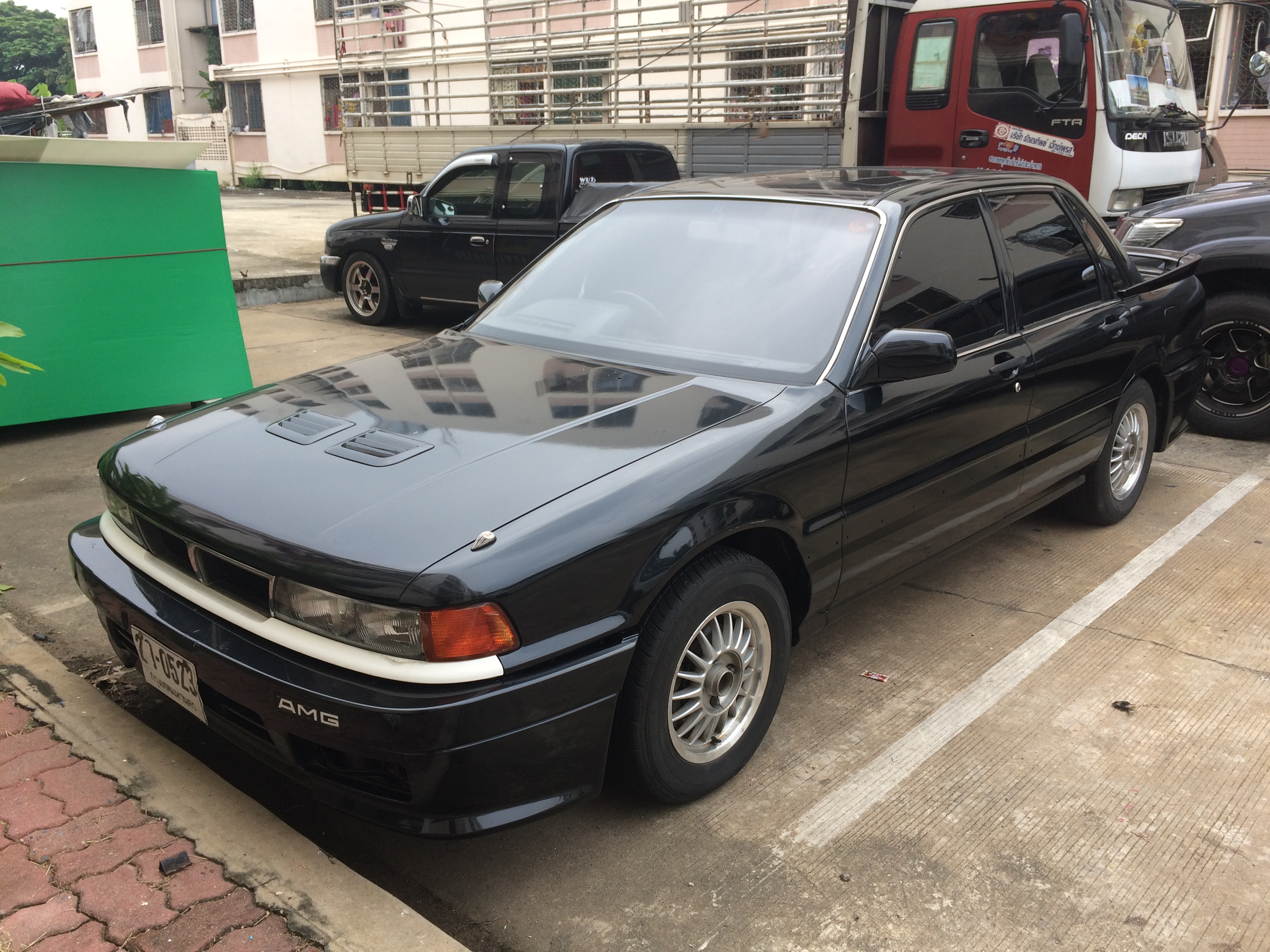
ギャランAMG 1989年式

独立チューナー時代には、三菱自動車と業務提携し、カタログモデルとしてAMGグレードを販売していた。
- 三菱・デボネアV AMG（1986年-1992年）- S10系。主に内外装のカスタマイズに留まる。
- 三菱・ギャラン AMG（1987年-1992年）- E30系。全体的にAMGの手が入ったチューニングモデル（内外装、エンジン、変速機等）。

## 日本国外における展開
AMGはまた、別の日本のメーカーと協力して車をチューニングしたが、今回は日本の国外で行われた。具体的には、南アフリカの本田技研工業と協力した。AMGは4代目と5代目のホンダ・シビックに改良を加えてスポーティなバージョンを作成。現地で製造され、ホンダ・バラードの名前で販売された。180iには7,200 rpmで173馬力を発生するように調整されたB18B4エンジンが搭載され、160iには6,800 rpmで130馬力を発生するように調整された 1.6 Lエンジンが搭載された。その他の変更には、アイバッハ（英語版）製ショックアブソーバー、巨大なバンパーとスポイラー、15または16インチのリモーテックホイールが含まれる。

### 本田技研工業への技術供与
4代目および5代目ホンダ・シビックは、南アフリカでホンダ・バラードとして製造、販売された。両社の提携は、メルセデス・ベンツが南アフリカ市場でより入手しやすいモデルを提供したいと考え、ホンダが前述の現地市場への参入を希望したため、両社が協力協定を強化したために実現した。
南アフリカのホンダ・バラードは、事実上、より豪華な装備を備えたシビックのバッジを変更したバージョンであったため、メルセデス・ベンツ・190などのモデルの下に位置していた。
- ホンダ・バラード AMG（1996年-2001年）- EF系とEG系の両方に適用されるこれらは、南アフリカのホンダ向けにAMGがメルセデス・ベンツと協力して開発したスポーティバージョンで、それぞれ1.6 Lと1.8 Lエンジンを搭載した160iと180iグレードで利用可能だった[16]。